# Yamaha XTZ 750
La Yamaha XTZ 750 o Yamaha SuperTénéré es un modelo de motocicleta todoterreno fabricado por la compañía japonesa Yamaha entre los años 1989 y 1994. 